# Многофотонные процессы
Многофотонные процессы — процессы испускания или поглощения электромагнитного излучения атомами, молекулами или электронами, которые в результате всякого элементарного акта взаимодействия приобретают (или теряют) энергию за счёт одновременного поглощения (или испускания) нескольких фотонов. Согласно закону сохранения энергии, при многофотонном переходе между квантовыми состояниями, разность их энергий всегда равна суммарной энергии поглощённых (или излучённых) фотонов. Вероятность многофотонных процессов понижается с ростом на единицу числа участвующих в них фотонов в {\displaystyle ({\frac {E}{E_{a}}})^{2}} раз, где {\displaystyle E} - амплитуда напряжённости электрического поля излучения, {\displaystyle E_{a}} - средняя напряжённость электрического поля внутри атома Поэтому многофотонные процессы с числом фотонов большим двух, проявляются заметным образом лишь в электромагнитных полях, создаваемых излучением лазеров, сравнимых по напряжённости с внутриатомными полями {\displaystyle E\sim E{a}}. Примерами многофотонных процессов являются: многофотонные переходы между квантовыми состояниями, многофотонная ионизация, многофотонный фотоэффект, комбинационное рассеяние. Многофотонные процессы используются в нелинейной спектроскопии, оптических преобразователях частоты, параметрических генераторах света.